# Quintino Sella
Quintino Sella est un mathématicien et homme politique italien, né le 7 juillet 1827 à Mosso Santa Maria (province de Biella) et mort le 14 mars 1884 à Biella (Italie).
Il est ministre des Finances sous les gouvernements de Urbano Rattazzi, Alfonso La Marmora et Giovanni Lanza.
Par ailleurs en 1863, il est le premier alpiniste italien à atteindre le sommet du mont Viso ; la même année, il fonde le Club alpin italien.
Il a également occupé le poste de président de l'Académie des Lyncéens.

## Biographie
Quintino Sella entre à l'École des mines de Paris le 27 août 1847, pour suivre un cycle d'ingénieur civil. Sorti avec son diplôme le 4 juin 1851, il se consacre essentiellement à des recherches en cristallographie.
De retour à Turin, il enseigne la géométrie appliquée à l'École d'application de l'ingénieur, actuellement nommée École polytechnique de Turin. Dès 1854, chercheur assidu sur la théorie et la morphologie de la cristallographie, il édite en 1861 un volume intitulé « Sui principi geometrici del disegno e specialmente dell'axonometria »(axonométrie) qui donne à la représentation systémique, des objets par projection isométrique. Alors qu'il est chargé du classement et de la réorganisation d'une collection de 18 000 pièces de minéraux, provenant des mines et carrières des états du royaume de Sardaigne, il invente un système perelettant de sélectionner les minéraux de cuivre et de magnétite par séparation électromagnétique.
Il transcrit et publie également le manuscrit du XIVe siècle connu sous le nom de Codex Astensis : trouvé à Mantoue en 1842 et transmis aux Archives impériales autrichiennes de Vienne, le Codex lui est offert par l'empereur autrichien François-Joseph en 1876, à la suite de l'issue profitable dans les négociations de rançon des chemins de fer de l'Italie du Nord (menées par Sella en tant que représentant du royaume d'Italie à Vienne). Quintino Sella le présenta ensuite à l'Académie des Lyncéens et, compte tenu de l'importance du manuscrit, obtint sa publication. Il s'occupe personnellement de la transcription paléographique avec l'aide de son ami Pietro Vayra ; il publie le quatrième volume en 1880, tandis que les trois autres, en plus de l'index, furent publiés à titre posthume.
Il démissionne en 1860, pour des raisons politiques. Le président de l'École d'ingénieurs d'application des géosciences, engagé politique, ne partagera pas les idées de Quintino Sella. Cette même année il est élu député de la ville Cossato (Piémont).
Il accepte le poste de ministre des Finances, sous le gouvernement de Urbano Rattazzi, et s'engage à équilibrer le budget (appelé economia fino all'osso). Il privatise de nombreux biens appartenant à l'État et l'Église, en imposant de nouvelles taxes. Il sera à nouveau ministre des finances sous les gouvernements de Alfonso La Marmora et de Giovanni Lanza.

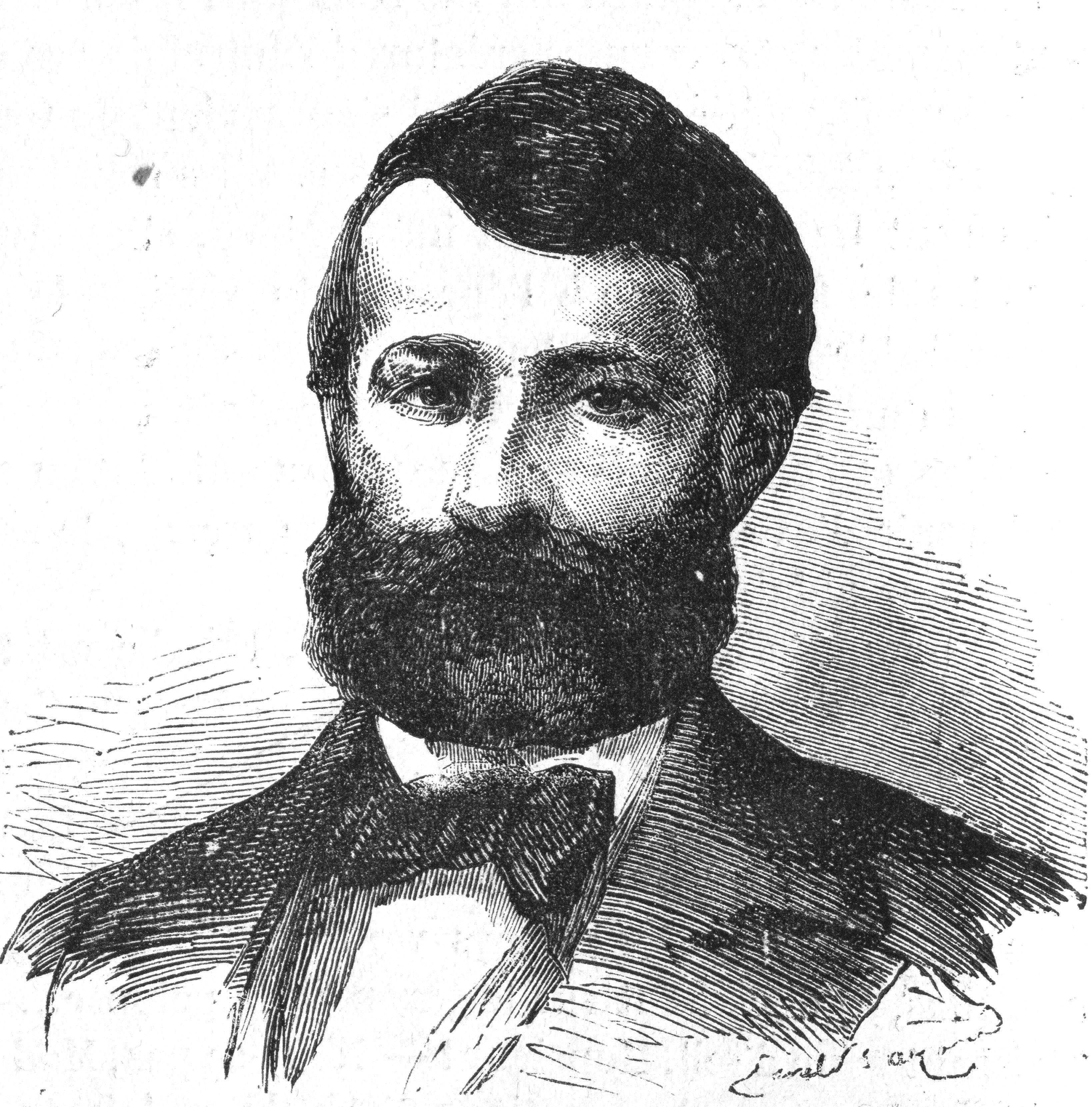
Sella, ministres de Finances (1862).

Passionné d'alpinisme, pendant son mandat politique, il fonde (23 octobre 1863) le Club alpin italien pour développer la culture Alpine italienne. Il fait partie de la première expédition italienne et atteindra le sommet du Mont Viso (3 841 mètres d'altitude).
En 1853, Quintino Sella épouse à Turin Clotilde Rey sa cousine, qui lui survit une trentaine d'années (elle meurt en 1915).

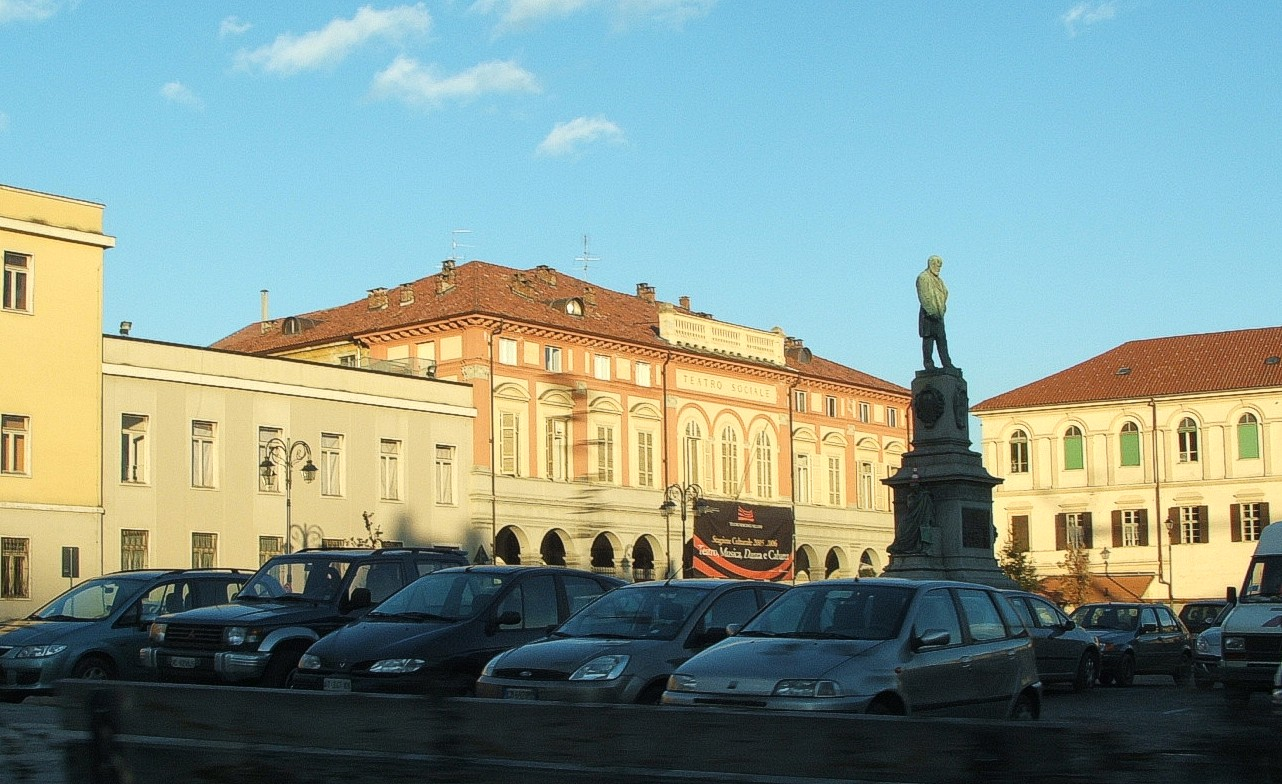
Statue de Quintino Sella sur la place de Biella.

## Hommages
Plusieurs refuges portent son nom en hommage à son action culturelle :
- le refuge Quintino Sella à Courmayeur ;
- le refuge Quintino Sella au Félik à Gressoney-La-Trinité ;
- le refuge Quintino Sella au Mont Viso à Crissolo.

## Œuvres
- Quintino Sella, Royaume d'Italie : Chambre des députés. Exposé de la situation financière. Séances des 10 et 11 mars 1870, Rome, Accademia nazionale dei Lincei, 1870 (lire en ligne).
- Quintino Sella, Giornata lincea indetta in occasione del I centenario della morte, Rome, Accademia nazionale dei Lincei, 1984 (lire en ligne), p. 303.
- Quintino Sella, Sulle forme cristalline di alcuni sali di Platino e del boro adamantino, Rome, Stamp. Reale, 1857 (lire en ligne).
- Quintino Sella, Una salita al Monviso : lettera a B. Gastaldi, Rome, Tip.dell'Opinione diretta da C. Carbone, 1863 (lire sur Wikisource, lire en ligne).
- Quintino Sella, Relazione sulla memoria di Giovanni Struever intitolata : Studii sulla mineralogia italiana : Pirite del Piemonte e dell'Elba. Estratto dagli Atti della Reale Accademia delle Scienze di Torino, 13. Dic., Rome, Stamperia reale, 1869 (lire en ligne).
- Codex Astensis qui de Malabayla communiter nuncupatur. Vol. II. Pars prima, secunda et tertia codicis, Rome, Salviucci, 1880
- Codex Astensis qui de Malabayla communiter nuncupatur. Vol. II. Vol. III. Vol. IV., Rome, Salviucci, 1880
- Codex Astensis qui de Malabayla communiter nuncupatur. Vol. III. Pars quarta et quinta codicis, Rome, Salviucci, 1880
- Codex Astensis qui de Malabayla communiter nuncupatur. Vol. IV. Appendix et indices locorum et hominum, Rome, Salviucci, 1880